# محمدجواد حسین‌نژاد
محمدجواد حسین‌نژاد (زادهٔ ۵ تیر ۱۳۸۲) بازیکن فوتبال اهل ایران است که در پست هافبک برای باشگاه فوتبال دینامو مخاچ‌قلعه بازی می‌کند. او همچنین عضو تیم ملی فوتبال ایران است.

## آمار باشگاهی

### باشگاهی
| باشگاه          | لیگ            | فصل          | لیگ برتر | لیگ برتر | جام حذفی | جام حذفی | آسیا | آسیا | سوپر جام | سوپر جام | مجموع | مجموع |
| باشگاه          | لیگ            | فصل          | بازی     | گل       | بازی     | گل       | بازی | گل   | بازی     | گل       | بازی  | گل    |
| --------------- | -------------- | ------------ | -------- | -------- | -------- | -------- | ---- | ---- | -------- | -------- | ----- | ----- |
| سپاهان          | لیگ برتر       | ۲۰۲۱–۲۰۲۲    | ۰        | ۰        | ۰        | ۰        | –    | –    | –        | –        | ۰     | ۰     |
| سپاهان          | لیگ برتر       | ۲۰۲۲–۲۰۲۳    | ۱        | ۰        | ۰        | ۰        | –    | –    | –        | –        | ۱     | ۰     |
| سپاهان          | لیگ برتر       | ۲۰۲۳–۲۰۲۴    | ۲۱       | ۰        | ۲        | ۰        | ۴    | ۲    | –        | –        | ۲۷    | ۲     |
| مجموع سپاهان    | مجموع سپاهان   | مجموع سپاهان | ۲۲       | ۰        | ۲        | ۰        | ۴    | ۲    | –        | –        | ۲۸    | ۲     |
| دینامو مخاچ‌قلعه | لیگ برتر روسیه | ۲۰۲۴–۲۰۲۵    | ۲۴       | ۳        | ۵        | ۰        | –    | –    | –        | –        | ۲۹    | ۳     |
| مجموع آمار      | مجموع آمار     | مجموع آمار   | ۴۶       | ۳        | ۷        | ۰        | ۴    | ۲    | –        | –        | ۵۷    | ۵     |

## آمار ملی

### بازی‌های ملی
تا تاریخ ۱۰ ژوئن ۲۰۲۵
| ایران | ایران | ایران |
| سال   | بازی  | گل    |
| ----- | ----- | ----- |
| ۲۰۲۳  | ۲     | ۰     |
| ۲۰۲۴  | ۱     | ۰     |
| ۲۰۲۵  | ۱     | ۰     |
| مجموع | ۴     | ۰     |

## دوران باشگاهی

### باشگاه فوتبال سپاهان
او درباره حضورش در آکادمی باشگاه سپاهان تاکید کرد: نونهالی خودم را در تیم شهروند جویبار زیر نظر آقایان اصغرپور و فرهی بودم. سپس به پدیده ساری رفتم تا مربیانی همچون آقایان برزگر و شفاهی روی تکنیک و فوتبال من نظارت کنند. با همین تیم برای مسابقات زیر ۱۵ سال کشور راهی اصفهان شدیم. با ذوب آهن بازی کردیم که مربیان آکادمی سپاهان من را شناسایی کردند و پیشنهاد دادند. آقای ارمغان احمدی من را از باشگاه سپاهان پیدا کرد.
حسین‌نژاد پس از درخشش در آکادمی باشگاه فوتبال سپاهان به تیم بزرگسالان پیوست و از سال ۲۰۲۱ از تیم جوانان به بزرگسالان انتقال یافته، وی همچین با بازی خیره کننده خود به تیم ملی فوتبال ایران توسط امیر قلعه‌نویی دعوت شده‌است.

## افتخارات

### باشگاهی

#### سپاهان
- قهرمانی جام حذفی (۱): ۰۳–۱۴۰۲

فردی
جایزه بهترین پدیده سال فوتبال ایران در فصل: ۰۳–۱۴۰۲